# Triennale d'Echigo-Tsumari

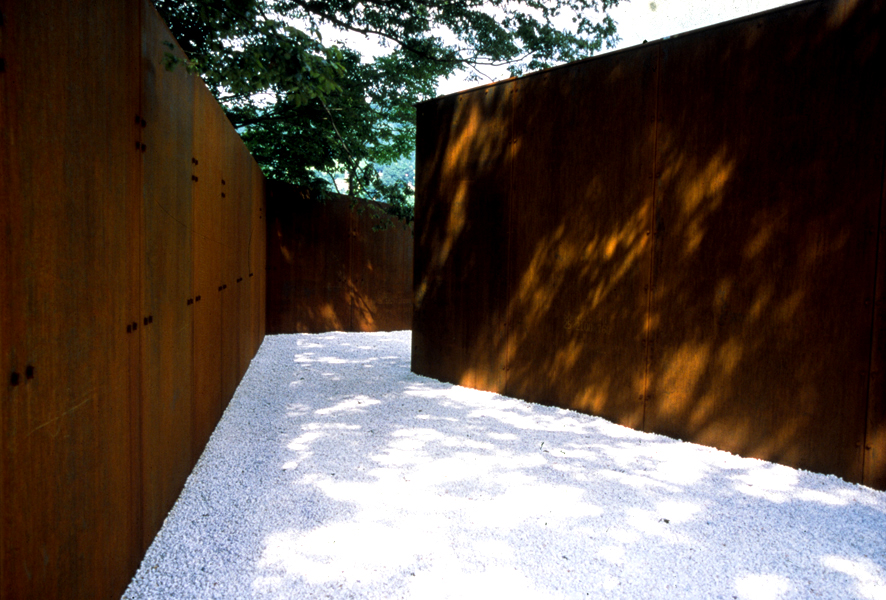
Potemkin de Marco Casagrande, exemple d'œuvre réalisée en 2003 pour la triennale d'Echigo-Tsumari.

La triennale d'Echigo-Tsumari (en japonais : 大地の芸術祭 越後妻有アートトリエンナーレ, daichi no geijutsusai Echigo Tsumari āto toriennāre) est un festival international d'art contemporain qui se tient tous les trois ans dans la préfecture de Niigata au Japon.

## Historique
Le festival est créé à l'initiative de la galerie d'art Art Front Gallery de Tokyo et dirigé par Fram Kitagawa (ja). Il se tient pour la première fois en 2000 pendant deux mois, occupant des communautés, des champs de riz, des maisons abandonnées et des écoles closes sur une région de 760 km2, dans les localités de Tōkamachi, Tsunan, Kawanishi (en), Matsudai (en), Matsunoyama (en) et Nakasato (en). Du 20 juillet au 10 septembre 2000, 148 artistes sont exposés, attirant environ 163 000 spectateurs.
La triennale se tient par la suite entre juillet et septembre 2003, 2006, 2009 et 2012. Le festival doit se tenir en 2015.